# Tomba a corridoio

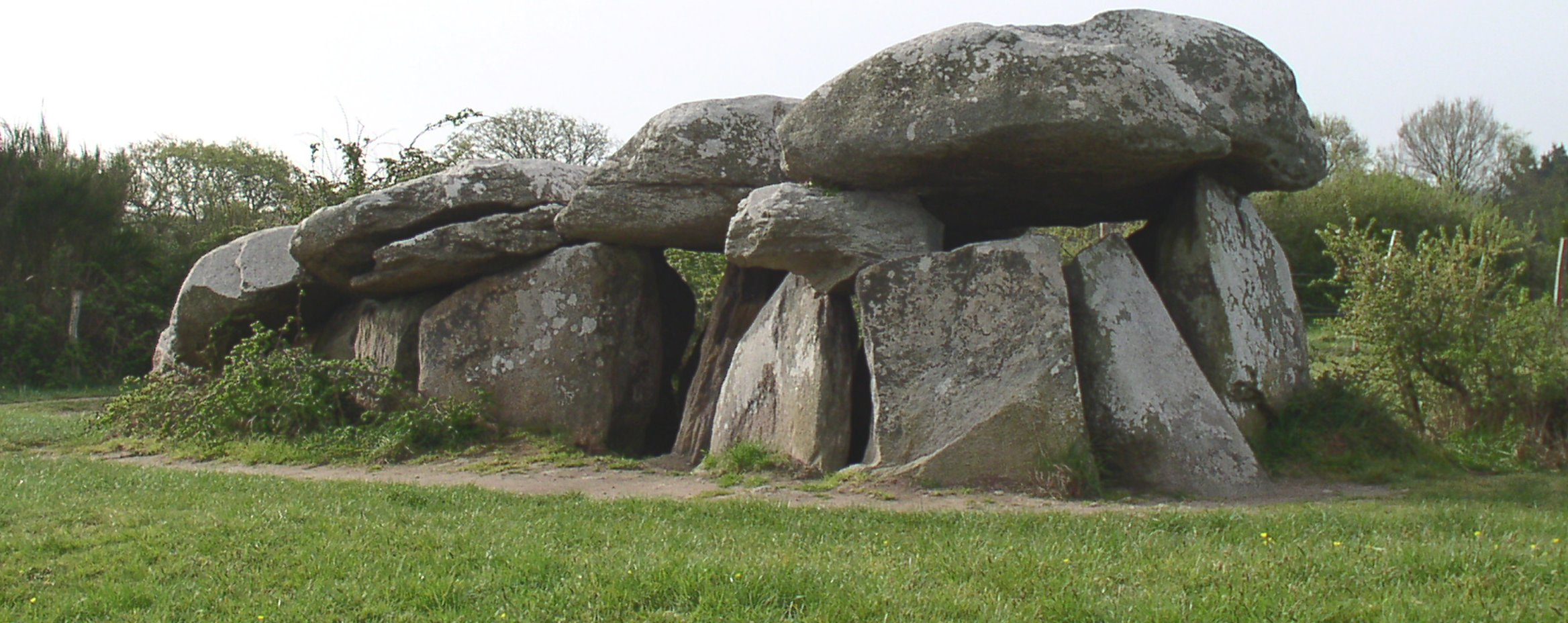
Allée couverte di Kerbourg, presso Guérande in Francia

La tomba a galleria (o a corridoio) è un tipo di sepolcro megalitico diffuso in Europa occidentale in un periodo compreso fra il neolitico e l'età del bronzo, tra il 3500 e il 1200 a.C. Destinati alle sepolture collettive, questo tipo di sepolcri sono stati rinvenuti in Catalogna, Francia, Paesi Bassi, Germania, nelle isole Britanniche, in Scandinavia, Sardegna e nel sud Italia.

## Descrizione
Le tombe a galleria hanno in comune l'essere composte da un corridoio funerario in cui venivano deposti i corpi. Il corridoio è formato lateralmente da delle lastre di piccola e media grandezza poste in verticale che sorreggono dei lastroni orizzontali (piattabanda). In alcuni casi la costruzione era in origine ricoperta da un tumulo.

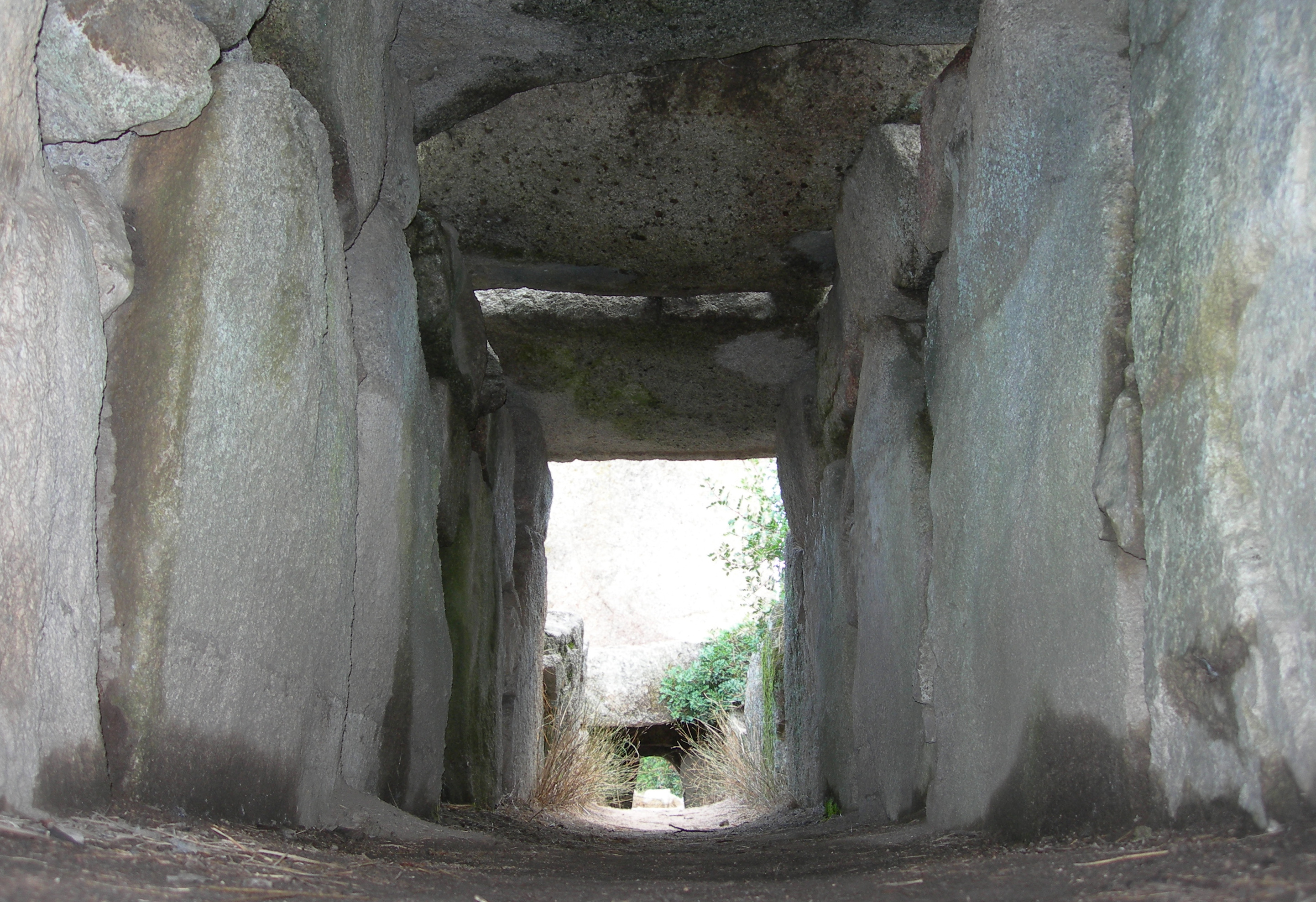
Corridoio e copertura a piattabanda della Tomba dei giganti di Sa ena 'e Thomes a Dorgali

## Tipologie di tombe a corridoio
- Tombe dei giganti
- Navetas
- Allée couverte
- Tombe di Severn-Cotswold
- Tombe a cuneo